# IRAS

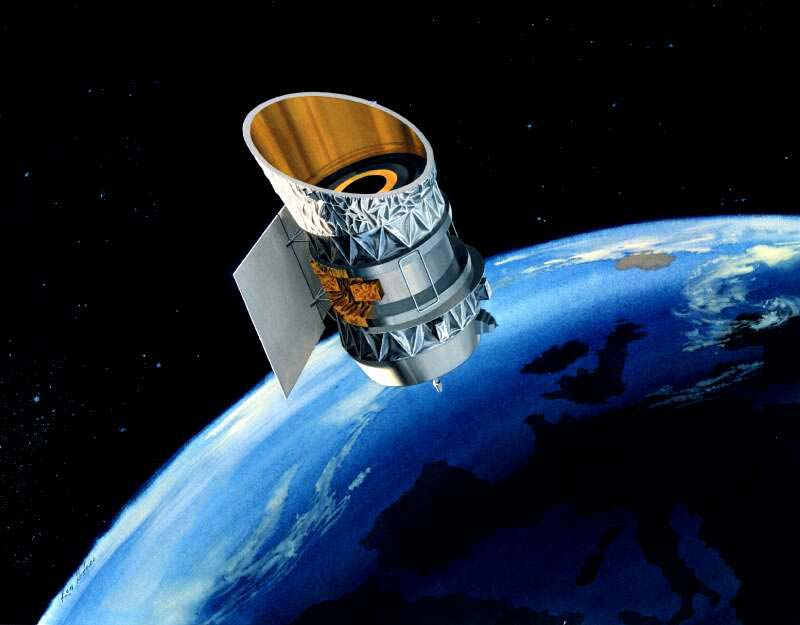

IRAS(Infrared Astronomical Satellite, 아이라스)는 미국의 NASA, 네덜란드의 NIVR, 영국의 SERC 가 공동으로 계획한 적외선 천문 위성이다. 1983년 1월 25일에 발사되어 10개월 동안 관찰했다.

## 같이 보기
- 적외선천문학
- 분류:IRAS 목록 천체